# Cantonul Charlieu
Cantonul Charlieu este un canton din arondismentul Roanne, departamentul Loire, regiunea Rhône-Alpes, Franța.

## Comune
- Boyer
- Chandon
- Charlieu (reședință)
- Jarnosse
- Maizilly
- Mars
- Nandax
- Pouilly-sous-Charlieu
- Saint-Denis-de-Cabanne
- Saint-Hilaire-sous-Charlieu
- Saint-Nizier-sous-Charlieu
- Saint-Pierre-la-Noaille
- Villers
- Vougy